# Тоніс
«Tonis» — український телеканал, який працював з 1989 до 2017 року. 24 серпня 2017 року припинив своє існування, і був замінений інформаційним телеканалом «Прямий».

## Історія
«ТОНІС» («Творче Об'єднання Нових Інформаційних Систем») як одну з перших приватних телекомпаній, що виникли на території СРСР, було створено 31 жовтня 1988 року за ініціативи групи ентузіастів від кабельного телебачення з Миколаєва. 1989 року телеканал під назвою «22-й канал» розпочав мовлення на 22 ТВК з потужністю сигнала 0,1 кВт. На момент створення серед своїх засновників налічувало такі державні органи як Державний комітет СРСР з кінематографії, Радянський фонд культури, Союз ветеранів війни та праці, Міністерство оборони СРСР і багато інших організацій. Замислювалося як всесоюзна телекомпанія, але оскільки через два роки СРСР припинив існування, то налагодивши контакти з телевізійниками із різних куточків Союзу, плавно перетворився із всесоюзної на міжнародну телекомпанію. 
У 1991 році «ТОНІС», який залишився без підтримки впливових засновників (через фактичну ліквідацію), тепер вже власними силами почав створювати телекомпанії на місцях, виступаючи їх засновником, партнером або просто консультантом. Так, у самому Миколаєві у лютому 1991 року на місці «22-й канала» виник рос. «ТОНИС-Юг», у Харкові — рос. «ТОНИС–Центр», а в Києві з січня 1992 року діяв «ТОНІС–Ентер». Юридично і творчо всі вони були повністю самостійними компаніями, яких пов'язувала лише координація спільної політики, можливість користування загальним фільмофондом та обміном телепрограм. Оскільки з часом регіональні компанії дедалі більше віддалялися одна від одної, «ТОНІС» вирішив повернутися до Києва вже в новій якості, створивши свій власний телеканал — «ТОНІС–Київ».
Для трансляції програм компанії було виділено 25 київський канал. На початку березня 1994 року почалося тестове мовлення. З Сирецької вежі КРТПЦ (Київського Радіотелевізійного Передавального Центру) в етер передавалась настроювальна таблиця, а починаючи з 18 березня тут з'явилися перші програми: фільми, мультфільми та відеокліпи.
З часом на каналі з'явилися і власні проєкти, такі як «ТОНІС-інформ», «Пташиний ринок» і вже традиційна для всіх комерційних телеканалів того періоду телегазета. При цьому компанія не мала власної студії в Києві, а весь програмний продукт готувався у центральному офісі «ТОНІСу» в Миколаєві, хоча створення київської студії планувалося.
З 14 листопада 1994 року компанія перейшла повністю на трансляцію виключно ліцензійної відеопродукції — фільмів та телесеріалів категорії «А».
Також наприкінці того ж року розпочалося експериментальне супутникове мовлення у рамках проєкту «Міжнародний слов'янський канал».
У липні 1995 року Національна рада з питань телебачення і радіомовлення за результатами конкурсу вирішила розділити етерний час на каналі, де мовив «ТОНІС» — новоствореній ТРК «НАРТ» виділили по чотири години мовлення щоденно. Керівництво «ТОНІСу» протестувало проти цього рішення, оскільки саме вони освоювали 25-у телечастоту. Зважаючи на це, а також через те, що «ТОНІС» трохи запізнився з подачею заявки на конкурс, НацРада відкликала видану «НАРТу» ліцензію. Керівництву «ТОНІСа» було обіцяно, що етерна сітка компанії на 25-й телечастоті залишиться незмінною до закінчення конкурсу на цей регіональний телеканал. 
Однак, незабаром регулятор ухвалив рішення розділити телеканал між двома мовниками: «ТОНІСом» та «НАРТом». Було затверджено сітку, згідно з якою «НАРТ» і «ТОНІС» мали ділити вечірній прайм-тайм через день.
З 10 січня 1996 року «ТОНІС» ставив мовити разом з «НАРТом» на одному телеканалі. Згодом програми «НАРТ» стали з'являтися і в ранковий час, коли етерний час на каналі було на паритетних засадах (10 на 10 годин) розділено між двома мовниками.
У 1997—2000 роках «ТОНІС» отримав право на мовлення по всій території України з використанням усіх видів сигналу.
Наприкінці 2001 року на «ТОНІСі» виникла ідея ребрендингу каналу, а також було розроблено нову концепцію, відповідно до якої «ТОНІС» має стати культурологічним каналом. Було знайдено фінансові можливості, проведено роботи з технічного переоснащення ефіру, змінено логотип та оформлення програм.
17 квітня 2002 року Національна рада України з питань телебачення і радіомовлення підбила підсумки конкурсу на 25-й київський телеканал, де переможцем було оголошено саме «ТОНІС», після чого «НАРТ» припинив своє існування.
17 червня 2003 року телеканал «ТОНІС» змінив генерального директора та концепцію мовлення, також почав мовити цілодобово.
2009 року телеканал очолив продюсер Юрій Нікітін.
У серпні 2011 року канал отримав ліцензію Національної Ради з питань телебачення та радіомовлення на місце у цифрових мультиплексах DVB-T2.
З 1 грудня 2011 року телеканал виробляв власний телевізійний продукт у форматі HD (висока якість), але для збереження обсягів покриття та охоплення авдиторії, канал також формував сигнал і у форматі SD (стандартна якість). Абревіатура назви «Тоніс» отримала нову трактовку: «Твій Об'єктивний Надійний Інформований Співрозмовник».
На початку 2017 року відбулася зміна власника телекомпанії. Анонсувалось, що канал змінить тематику на інформаційно-аналітичну та найімовірніше, змінить свою назву на «Прямий». У травні того року ця інформація офіційно отримала підтвердження від представників телеканалу. Запуск оновленого каналу планувався на 24 серпня 2017 року.
24 серпня 2017 року опівночі «Тоніс» припинив мовлення та був замінений інформаційним телеканалом «Прямий».

### Екологічна тематика
«Тоніс» став першим серед українських телеканалів в системному розповсюдженні природоохоронної інформації. Програма екологічних новин «Життя» (2008) отримала нагороду «Золоте перо» в номінації «найкращий екологічний проєкт». 2008 року стартував проєкт «Зелений дозор», який проводить резонансні журналістські розслідування фактів забруднення навколишнього середовища. Телеканал проводив масштабні телевізійні акції — спільний з фондом Альберта Ґора телемарафон «Жива Земля», присвячений боротьбі з глобальним потеплінням (2007), телемарафон «День Землі» (2010), присвячений захисту навколишнього середовища.

## Документальне кіно
«ТОНІС» виробляв документалістику на різні теми. В історичній тематиці (2005—2007) були представлені цикли: «Історія України» («Трипільці», «Ольвія», «Царство Феодоро», «Боспорське царство», «Козацтво», «Українська революція — втрачена держава», «Провісники незалежності», Друга світова: «Невідома окупація», «УПА — третя сила», «Партизани», «Остарбайтери», «Правда окопів»). 2009 року в етер вийшов цикл документальних фільмів «Обличчя купюр» про людей, які стали символами країни та чиї зображення розміщені на українських грошах: Володимира Великого, Богдана Хмельницького, Івана Мазепи, Михайла Грушевського, Тараса Шевченка.
У розділі «публіцистика» канал приділяв увагу розвитку нових енергозберігаючих технологій: фільм «Вічні джерела енергії» та боротьбі з тероризмом — фільм «Антитерор».

## Аніме
- Чудові дні/Дивовижні дні (українською)
- Рубаки (українською)
- Чобіти (українською)
- Neon Genesis Evangelion (українською)
- Привид у латах: Синдром одинака (українською)
- Хроніки дванадцяти королівств (українською)
- Fushigi Yûgi (українською)
- Хеллсінг
- Школа вбивць
- Blue Submarine No. 6
- Last Exile

## Програми

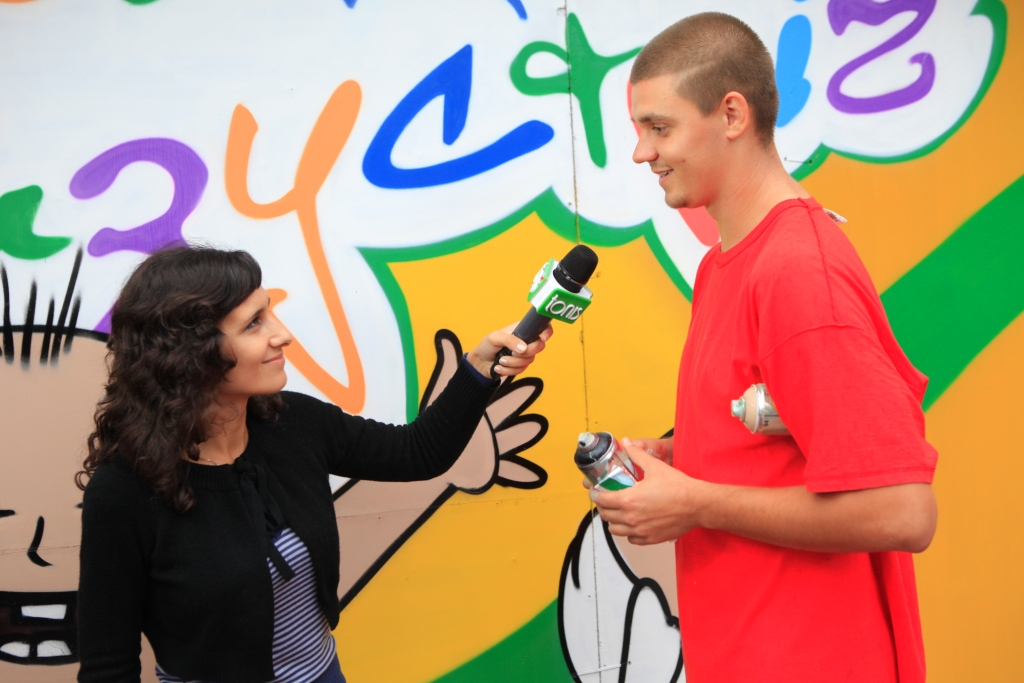
Програма «Крок назустріч» на телеканалі.

- «Соціальний пульс»
- «Соціальний статус»
- «Країна порад»
- «Алло, лікарю!»
- «Алло, адвокате!»
- «Ронін»
- «Кінофан»
- «Щоденник для батьків»
- «Крок назустріч»
- «Будь в курсі!»
- «Цивілізація Incognita»
- «Світські хроніки»
- «Диваки»
- «В гостях у Дмитра Гордона»
- «Особливий випадок»
- «Хіт-парад дикої природи»

## Відзнаки
- 2003 — International Gold Medal Award за якість та ефективність.
- 2005 — журналісти Дмитро Тузов і Олесь Чередниченко отримали звання Заслужених журналістів України[14].
- Лауреати всеукраїнського щорічного конкурсу ЗМІ «Золоте перо» програми «Майстер-клас» (2005), «Світські хроніки» (2006), «Життя» (2008), цикл документальних фільмів про роль українців у другій світовій війні «Ціна перемоги» (2007).
- 2011 — проєкт «Зелена варта» переміг на конкурсі «Екологічна якість та безпека» в номінації «Екологічна ініціатива»[11].

## Логотипи
Телеканал «Тоніс» змінив 6 логотипів. З 1992 до 2003 року перебував у правому нижньому куті. З 2003 до 2017 року перебував у лівому верхньому куті.
| Логотип | Опис |
| ------- | --- |
|         | З 1 січня 1992 до 31 грудня 1995 року логотип мав вигляд двох квадратів, одного білого, іншого рожевого, оберненого на 45 градусів, а поверх них літера «Т». Логотип був непрозорим. Знаходився у правому нижньому куті екрана. |
|         | З 1 січня 1996 до 31 серпня 2001 року логотип мав вигляд стилізованого глобусу біля якого було вписано слово «Тонис» білого кольору. Знаходився там само.                                                                       |
|         | З 1 вересня 2001 до 5 жовтня 2003 року логотип мав вигляд літери «Т» білого кольору у темно-червоному нахиленому ліворуч квадраті.                                                                                              |
|         | З 6 жовтня 2003 до 14 березня 2009 року логотипом була літера «Т» білого кольору у прозорому квадраті з білою окантовкою. Знаходився в лівому верхньому куті.                                                                   |
|         | З 15 березня 2009 до 30 листопада 2011 року логотип мав вигляд зеленої смуги, всередині якої було вписано слово «Тоніс» білого кольору. Знаходився там само.                                                                    |
|         | З 1 грудня 2011 до 23 серпня 2017 року логотипом було слово «Tonis», оформлене у зелених тонах. |
|         | Останній логотип для HD версії каналу. |